# James Blood Ulmer
James Blood Ulmer  (St. Matthews, Carolina del Sur, 2 de febrero de 1942) es un guitarrista, flautista, cantante y compositor estadounidense de jazz.

## Biografía
De familia originaria de las Sea Islands, la tradición musical de estas estuvo presente en su formación desde niño. A los trece años interpretó con un grupo de góspel, aunque se alejó durante un tiempo de la música para dedicarse al deporte. En 1959 inició su carrera musical tocando con grupos de rock de Pittsburg, donde se había trasladado su familia. Luego, tras una época de aprendizaje con Chuck Edwards y George Benson, comienza a tocar con músicos de funky jazz, como Jimmy Smith y Richard Groove Holmes.
A mediados de la década de 1960, organiza su propio grupo ("Blood & The Bloodbrothers"), con el que tocó durante tres años, hasta trasladarse a Detroit para estudiar e impartir clases de guitarra. En 1971 se incorpora a los Jazz Messengers de Art Blakey y toca, además, con Joe Henderson y Paul Bley. Después, realizó varias grabaciones, entre otros con Larry Young, antes de entrar a formar parte del grupo de Ornette Coleman (1972-1977), a la par que participa en grabaciones y conciertos con otros músicos, como David Murray, Ronald Shannon Jackson, Dewey Redman, Billy Higgins, Don Cherry, George Adams, Cecil McBee o Arthur Blythe.
A partir de 1980, graba discos como líder con regularidad, con sus propios grupos o con músicos como Murray, Adams o Bill Lasswell. ficha por Blue Note. A partir de mediados de los años 2000, además de sus giras y grabaciones, realiza actividades como ser jurado para los Independent Music Awards.
El estilo de Ulmer es, en palabras del crítico Phillipe Bodoin, "exacerbado y violento, inspirado tanto en el jazz como en el rock y el blues, aprovechando todas las posibilidades técnicas y lectrónicas disponibles hoy en día. Como arreglista y compositor crea climas líricos y ritmos hipnóticos y repetitivos". Para Joachim Berendt, Ulmer se ha convertido en el precursor de la música "no wave". Pasa del free al funk, concretando el primero y musicalizando el segundo.

## Discografía

### Como líder
- Revealing (In + Out, 1977)
- Tales of Captain Black (Artists House, 1978)
- Are You Glad to Be in America? (Rough Trade, 1980)
- Free Lancing (Columbia, 1981)
- Black Rock (Columbia, 1982)
- Odyssey (Columbia, 1984)
- Live at the Caravan of Dreams (Caravan of Dreams, 1986)
- America - Do You Remember the Love? (Blue Note, 1987)
- Blues Allnight (In +  Out, 1989)
- Black and Blues (DIW, 1990)
- Blues Preacher (DIW/Columbia, 1992)
- Harmolodic Guitar with Strings (DIW, 1993)
- Live at the Bayerischer Hof (In +  Out, 1994)
- Music Speaks Louder Than Words (DIW, 1995)
- Forbidden Blues (DIW, 1996)
- Blue Blood Innerhythmic, (2001)
- Memphis Blood: The Sun Sessions (Hyena Records, 2003)
- No Escape from the Blues: The Electric Lady Sessions (M, 2003)
- Birthright (Hyena, 2005)
- Bad Blood in the City: The Piety Street Sessions (Hyena, 2007)
- In and Out (In & Out Records, 2010)

### Con "Odyssey the Band"
- Odyssey (Columbia, 3-5/83) con Charles Burnham y Warren Benbow
- Part Time (Rough Trade, 1983)
- Reunion (Knitting Factory, 1997) con Burnham y Benbow
- Back in Time (Pi Records, 2005) con Burnham y Benbow

### Con "Music Revelation Ensemble"
- No Wave (Moers, 1980)
- Music Revelation Ensemble (DIW, 1988)
- Electric Jazz (DIW, 1990)
- After Dark (DIW, 1991)
- In the Name of... (DIW, 1993)
- Cross Fire (DIW, 1996)

### Con "Phalanx"
- Phalanx (Moers, 1985)
- Original Phalanx (DIW, 1987)
- In Touch (DIW, 1988)
- Got Something (Moers, 1991)

### Con "Third Rail"
- South Delta Space Age (Antilles, 1995)